# Amouage

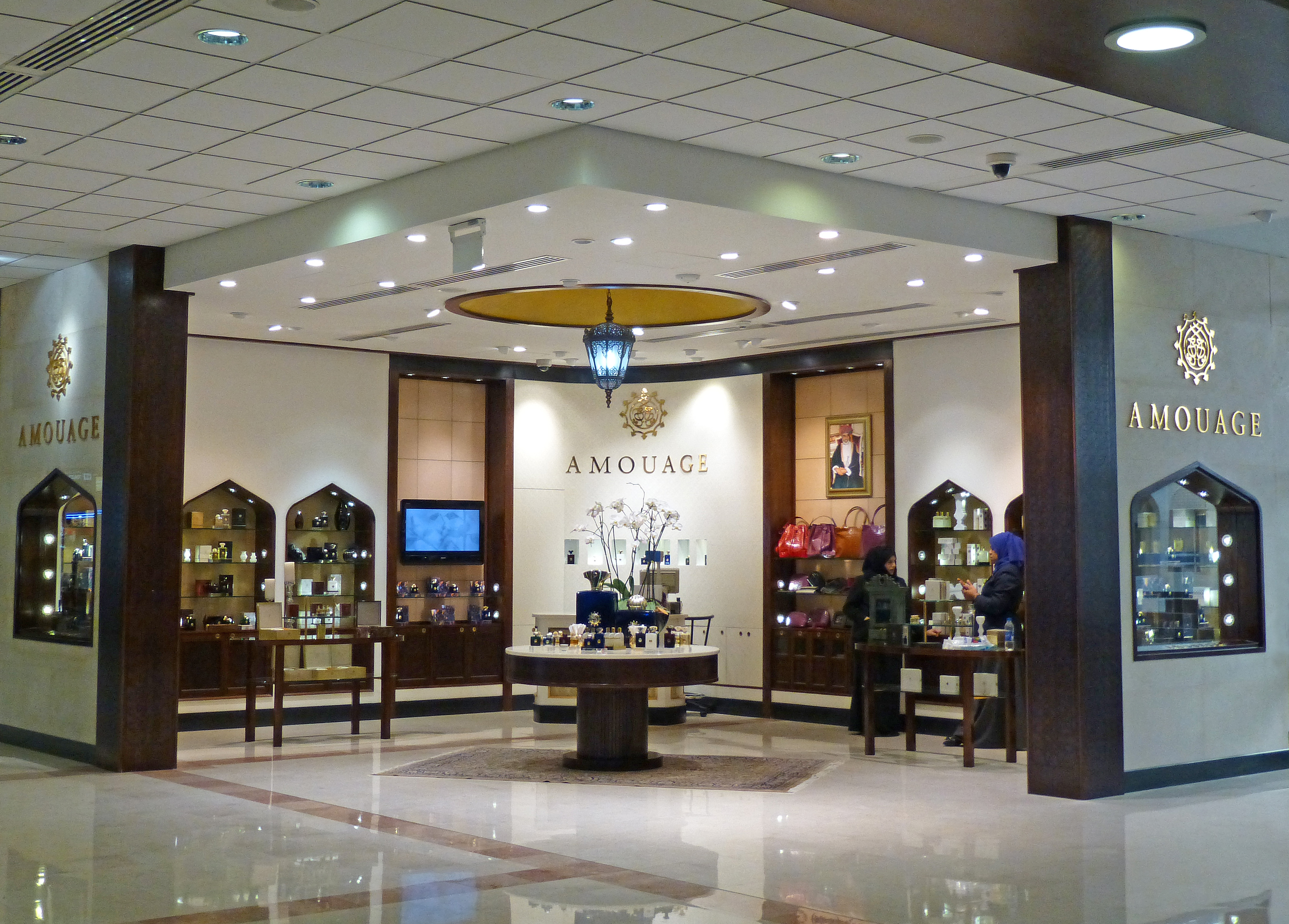
Boutique Amouage à l'aéroport international de Mascate.

Amouage est une parfumerie de luxe fondée en 1983 au sultanat d'Oman. Amouage est aussi le nom du premier et prestigieux parfum créé par cette société l'année suivante. Les parfums sont élaborés à Rusayl (gouvernorat de Mascate), au sud de l'aéroport international de Mascate à Sib.

## Histoire
En 1983, à la demande du sultan Qabus ibn Saïd, Sayyid Hamad bin Hamoud al-Busaidi, alors ministre du Diwan de la Cour royale, fonde la société Amouage dans le but de renouer avec la tradition arabe des parfums de luxe. Leur premier parfum, lancé en 1984 sous le même nom, a été conçu par Guy Robert, un parfumeur de Grasse, la ville française des parfums. La conception des flacons — or, argent et pierres semi-précieuses — est confiée à Asprey, une enseigne londonienne de produits de luxe.
En 1991, Amouage est élu produit de l'année à Cannes.
En 1995, un nouveau parfum nommé Ubar est lancé à l'occasion de la célébration du 25e anniversaire de l'accession au pouvoir du sultan Qabus ibn Saïd.
En avril 2022, la maison de parfums ouvre une boutique au Mall of Oman, suivie d'une autre au Dubai Mall en septembre 2023. En février 2024, elle s'installe aux États-Unis.

## Produits

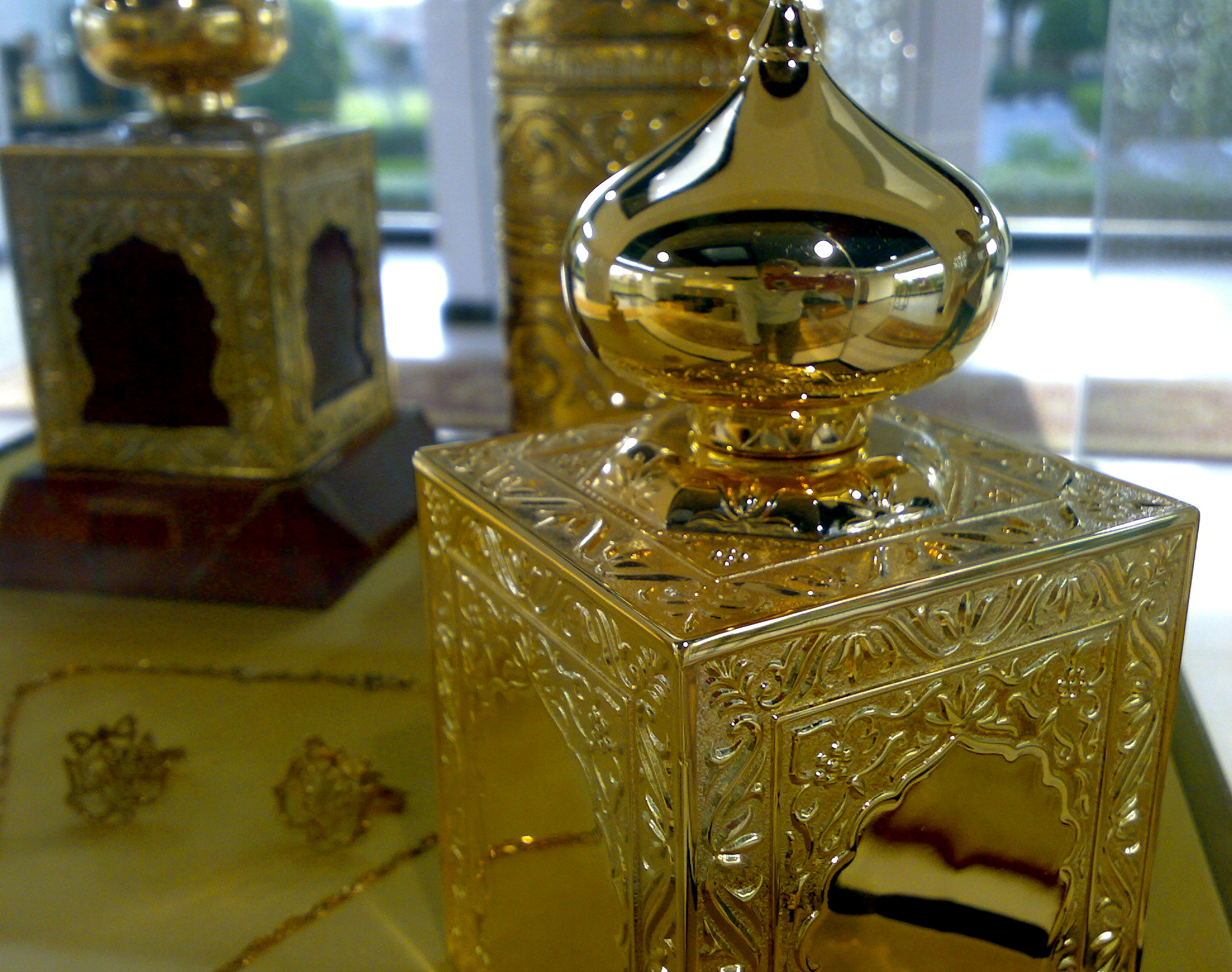
Flacons de parfums Amouage.

Amouage contient plus de 120 composants naturels (notamment trois variétés de roses, jasmin, geranium, iris, bergamote, tubéreuse, pêche, abricot, citron vert, patchouli, bois de santal, ciste, myrrhe, encens, ylang-ylang, vanille, vétiver, ambre gris, civette et musc), choisis parmi les plus rares et les plus coûteux du marché. Ils ont valu à Amouage la réputation de « parfum le plus cher du monde », un slogan déjà revendiqué en 1930 par Jean Patou pour Joy.
. Les flacons restent luxueux, réalisés maintenant par Baccarat et Brosse, mais des conditionnements plus accessibles ont également été mis sur le marché.